# Caenolestidae
Họ Caenolestidae gồm 7 loài opossum chuột chù còn sinh tồn: các loài thú có túi nhỏ, nhìn giống như chuột chù phân bồ ở vùng núi Andes ở Nam Mỹ. Bộ này được cho là đã tách khỏi từ dòng tổ tiên thú có túi từ rất sớm. Chúng đã từng được đưa vào siêu họ nhưng giờ đây người ta đã biết rằng Ameridelia là dị năng, đã sinh ra Australidelia, và do đó có thể được coi là một lớp tiến hóa. Các nghiên cứu di truyền chỉ ra rằng chúng là một bộ cơ bản thứ hai của thú có túi, sau Didelphimorphia. Gần 20 triệu năm trước, ít nhất bảy chi đã sinh sống ở Nam Mỹ. Ngày nay, chỉ còn ba chi. Chúng sống trong các khu vực rừng và đồng cỏ không dễ tiếp cận của vùng núi cao Andes.
Chuột chù hoàn toàn vắng mặt ở Nam Mỹ cho đến khi Đại giao lộ Mỹ ba triệu năm trước, và hiện chỉ có mặt ở phía tây bắc của lục địa. Theo truyền thống, người ta cho rằng các loài opossum chuột chù bị mất đất do chuột chù, và những thú xâm lược nhau thai khác lấp đầy những hốc sinh thái tương tự. Tuy nhiên, bằng chứng cho thấy rằng cả hai nhóm không chỉ trùng nhau, mà dường như không có cạnh tranh trực tiếp, và kích thước lớn hơn của thú có túi dường như ngụ ý rằng chúng săn chuột chù và chuột. Một số loài opossum chuột chù, chẳng hạn như chi Monodelphis, cũng chiếm các hốc ăn côn trùng nhỏ.
Opossum chuột chù (hay còn được gọi là opossum chuột) có kích thước bằng khoảng một con chuột nhỏ (dài 9–14 cm), với các chi gầy, mõm dài, nhọn và đuôi thon, có lông. Chúng chủ yếu ăn thịt, là những thú săn bắt côn trùng, giun đất và các động vật có xương sống nhỏ. Chúng có đôi mắt nhỏ và tầm nhìn kém, và săn mồi vào đầu buổi tối và ban đêm, sử dụng thính giác và bộ râu dài nhạy cảm xủa chúng để xác định vị trí con mồi. Chúng dường như dành phần lớn cuộc đời của chúng trong hang và trên những đường băng bề mặt. Giống như một số thú có túi khác, chúng không có túi và dường như con cái không mang theo con non trên mình liên tục, có thể để chúng lại ở trong hang.
Phần lớn là do môi trường sống gồ ghề và không dễ tiếp cận của chúng, chúng rất ít được biết đến và theo truyền thống được coi là hiếm. Một số yếu tố sinh thái, bao gồm mật độ rừng, đóng góp vào một phần các khu rừng mà chúng sinh sống. Các nghiên cứu gần đây cho thấy chúng có thể phổ biến hơn những gì đã nghĩ. Karyotype của chúng cũng đã được mô tả thông qua nghiên cứu đương đại để hiểu rõ hơn về loài vật này. Họ này được Trouessart miêu tả năm 1898.

## Phân loại
Họ này có 6 loài được xếp vào 3 chi:
- Chi Caenolestes
  - Caenolestes caniventer
  - Caenolestes condorensis
  - Caenolestes convelatus
  - Caenolestes fuliginosus
- Chi Lestoros
  - Lestoros inca
- Chi Rhyncholestes
  - Rhyncholestes raphanurus

## Hình ảnh

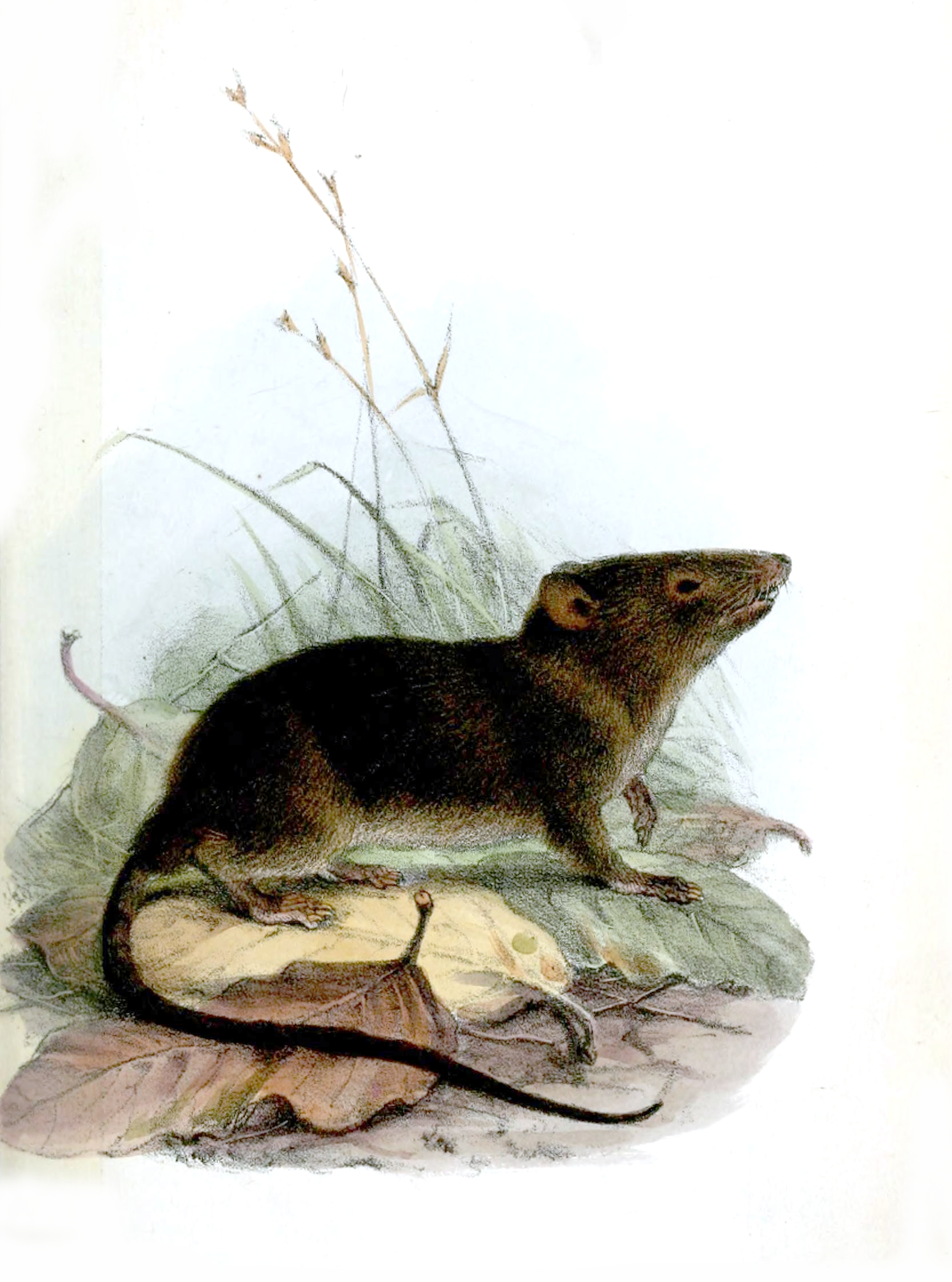
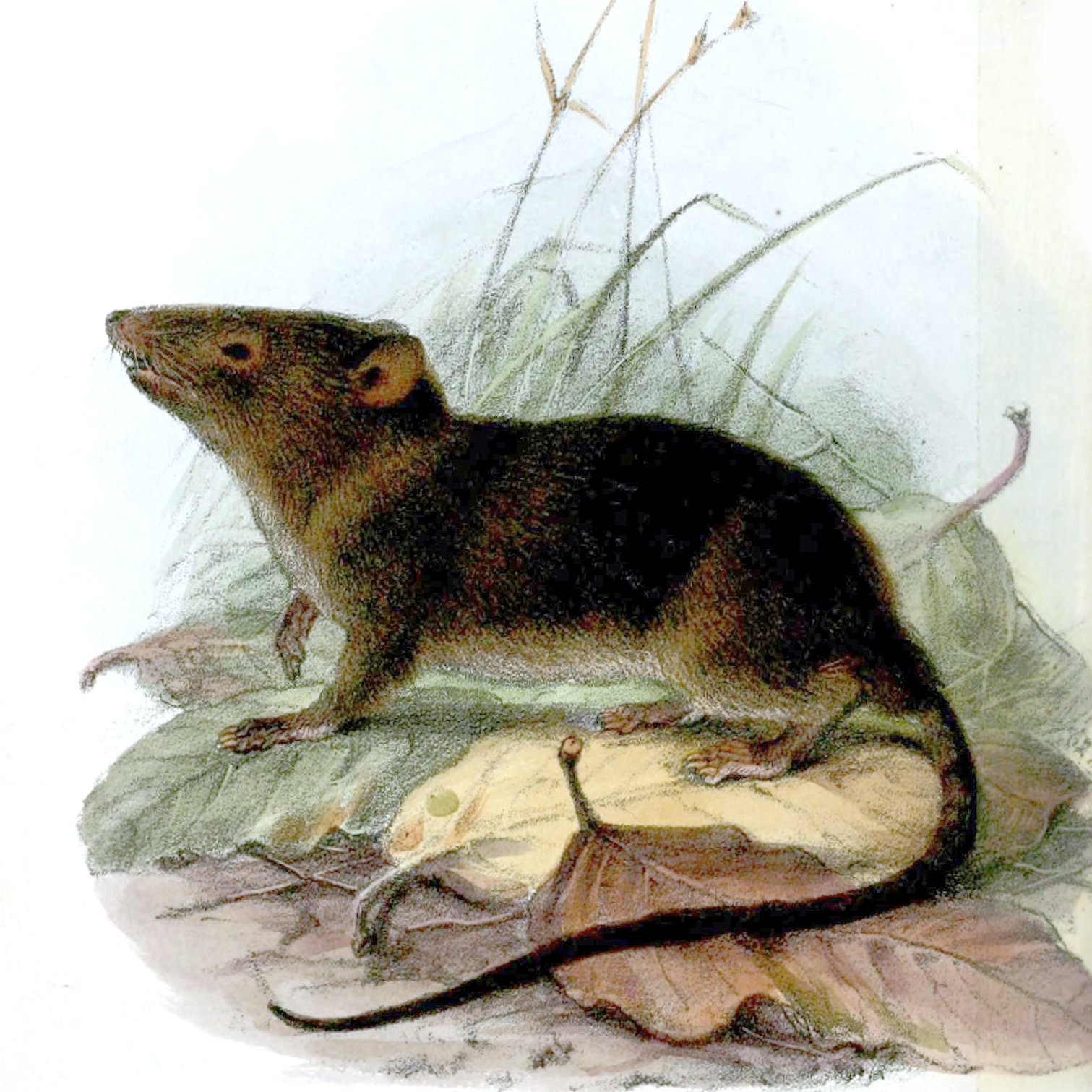